# Kälktjärnarna
Kälktjärnarna är en sjö i Örnsköldsviks kommun i Ångermanland och ingår i Ångermanälvens huvudavrinningsområde.